# Verwaltungsgemeinschaft Pförring
Die Verwaltungsgemeinschaft Pförring liegt im oberbayerischen Landkreis Eichstätt und wird von folgenden Gemeinden gebildet:
1. Mindelstetten, 1811 Einwohner, 22,68 km²
2. Oberdolling, 1352 Einwohner, 19,36 km²
3. Pförring, Markt, 4093 Einwohner, 43,51 km²

Sitz der Verwaltungsgemeinschaft ist Pförring.